# کنث پارنل
کنث پارنل (انگلیسی: Kenneth Parnell; ۲۶ سپتامبر ۱۹۳۱ – ۲۱ ژانویهٔ ۲۰۰۸) یک مجرم جنسی، متجاوز به کودک و آدم‌ربای محکوم آمریکایی بود که به خاطر ربودن استیون استینر ۷ ساله در مرسد، کالیفرنیا در سال ۱۹۷۲ و تیموتی وایت ۵ ساله در یوکیا، کالیفرنیا، در سال ۱۹۸۰ معروف شد. در سال ۲۰۰۴ به دلیل تلاش برای خرید یک کودک برای رابطه جنسی محکوم شد و در زندان درگذشت.